# Kolshorner Teich
Der Kolshorner Teich ist ein Baggersee 0,5 km nordöstlich des Dorfes Kolshorn bei Lehrte, Niedersachsen.

## Beschreibung
Der Teich liegt an der Straße von Burgdorf nach Kolshorn, wo sich zwei Baggerseen befinden. Als Kolshorner Teich wird der nördlich der Straße liegende größere See bezeichnet.
Der etwa 260 × 210 m große und leicht verwinkelt angelegte See mit einer 80 × 50 m (0,3 ha) großen Insel und einem seichten Uferbereich im nordwestlichen Teil entstand um 1985. Die restlichen Uferabschnitte sind relativ steil, die tiefste Stelle mit etwa 17 m Wassertiefe befindet sich im südlichen Bereich.
Der See wird vom Fischereiverein Hannover als Angelgewässer genutzt. 2009 wurden aus dem See Aal, Bachforelle, Barsch, Hecht, Karpfen, Regenbogenforelle, Rotauge, Schleie, Wels und Zander gemeldet.
2018 wurden im Rahmen eines landesweiten Modellversuchs an etwa 20 Prozent der Uferzone Holzbündel versenkt. Durch diese Bündel soll die Artenvielfalt in dem Baggersee erhöht werden. Die Maßnahme wird vom Bundesprogramm Biologische Vielfalt gefördert.